# Степанов Костянтин Миколайович
Костянти́н Микола́йович Степа́нов (1930—2012) — радянський і український фізик-теоретик, фахівець з фізики плазми. Член-кореспондент НАН України (з 1992), доктор фізико-математичних наук (1965), лауреат Державної премії України в галузі науки і техніки (2005). Відомий своїми дослідженнями поширення електромагнітних хвиль в плазмі та стійкості плазми в магнітних пастках.

## Біографія
Костянтин Миколайович Степанов народився в Ленінграді в 1930 році. У 1947 році він закінчив середню школу і вступив до Ленінградського державного університету на фізичний факультет. Наприкінці 1951 року він був переведений на фізико-математичний факультет Харківського державного університету, де 1952 року закінчив кафедру теоретичної ядерної фізики.
Після університету Степанов був розподілений в теоретичний відділ ХФТІ, яким на той час керував академік О. І. Ахієзер. Степанов працював в ХФТІ науковим співробітником (з початку 1953 року), старшим науковим співробітником (з 1959), начальником лабораторії теорії плазми (з 1967) і начальником відділу високочастотного нагріву і теорії плазми в Відділенні фізики плазми (з 1976).
У 1958 році Степанов захистив дисертацію кандидата фізико-математичних наук, в 1965 році — доктора фізико-математичних наук. У 1961 році він здобув вчене звання старшого наукового співробітника, в 1969 році — професора теоретичної і математичної фізики, а в 1992 році був обраний членом-кореспондентом НАН України.
У 2005 році Степанову була присуджена Державна премія України в галузі науки і техніки «За колективні механізми нагріву та перенесення плазми в тороїдальних магнітних пастках».

## Наукова діяльність
Степанов займався теорією стійкості плазми в магнітних пастках, кінетичною теорією поширення, поглинання та конверсії електромагнітних хвиль в плазмі в магнітному полі, теорією взаємодії сильних електромагнітних полів і потоків заряджених частинок з плазмою у магнітному полі, та отримав в цих областях ряд фундаментальних результатів. Він визначив коефіцієнти черенковського і циклотронного поглинання різних типів хвиль однорідної плазми в магнітному полі, виявив ряд нестійкостей плазми з анізотропним розподілом часток за швидкістю, відкрив ряд нових гілок коливань плазми в магнітному полі, досліджував пучково-плазмова нестійкість в магнітному полі, запропонував нові методи високочастотного нагріву плазми, які пізніше знайшли практичне застосування в найбільших тороїдальних пастках.
Степанов багато років викладав фізику плазми на фізико-технічному факультеті Харківського національного університету, на кафедрах фізики плазми та теоретичної ядерної фізики. З 1987 року він завідував філіалом кафедри фізики плазми Харківського національного університету в ХФТІ.

## Нагороди та звання
- Орден Трудового Червоного Прапора
- Почесна грамота Президії Верховної Ради УРСР
- Заслужений діяч науки і техніки України (1998)
- Відмінник освіти України (1998)
- Державна премія України в галузі науки і техніки (2005)[2]